# Benoît Peschier
Benoît Peschier (ur. 21 maja 1980 w Guilherand-Granges) – francuski kajakarz górski. Złoty medalista olimpijski z Aten.
Igrzyska w 2004 były jego jedyną olimpiadą. Triumfował w kajakowym slalomie. W 1995 zdobył dwa medale mistrzostw świata w rywalizacji drużynowej, złoto w 2005 i brąz w 2002. Jego ojciec Claude także był utytułowanym kajakarzem, mistrzem świata.